# Université de Saint-Jacques-de-Compostelle
Pour les articles homonymes, voir USC.
L'université de Saint-Jacques-de-Compostelle (officiellement et en galicien Universidade de Santiago de Compostela - USC ; en castillan Universidad de Santiago de Compostela) est une université publique dont le siège se trouve à Saint-Jacques-de-Compostelle, en Galice (Espagne), et disposant de campus dans les villes de Saint-Jacques-de-Compostelle et Lugo.
Fondée en 1495, c'est la plus ancienne université de Galice et l'une des plus anciennes d'Espagne.

## Personnalités liées à l'université

### Étudiants célèbres
- María de los Ángeles Alvariño González (1933-), océanographe réputée pour ses découvertes de nouvelles espèces maritimes;
- Mariano Rajoy (1955-), président du gouvernement d'Espagne de 2011 à 2018;
- Miguel Anxo Fernán-Vello (1958-), écrivain et député;
- Pilar Pallarés (1957-), femme de lettres, poétesse galicienne.